# Canton (Oklahoma)
Canton é uma cidade  localizada no estado norte-americano de Oklahoma, no Condado de Blaine.

## Demografia
Segundo o censo norte-americano de 2000, a sua população era de 618 habitantes.
Em 2006, foi estimada uma população de 587, um decréscimo de 31 (-5.0%).

## Geografia
De acordo com o United States Census Bureau tem uma área de
1,3 km², dos quais 1,3 km² cobertos por terra e 0,0 km² cobertos por água. Canton localiza-se a aproximadamente 485 m acima do nível do mar.

## Localidades na vizinhança
O diagrama seguinte representa as localidades num raio de 28 km ao redor de Canton.